# ویلیام لیور
ویلیام لیور (انگلیسی: William Lever, 1st Viscount Leverhulme; ۱۹ سپتامبر ۱۸۵۱ – ۷ مهٔ ۱۹۲۵) سیاستمدار، کارآفرین و نیکوکار اهل پادشاهی متحد بریتانیای کبیر و ایرلند بود، که در سال ۱۸۸۴ شرکت لیور برادرز را تأسیس کرد.